# سوناندا کوماریراتانا
سوناندا کوماریراتانا (تایلندی: สุนันทากุมารีรัตน์; آرتی‌جی‌اس: Sunantha KumariratSunantha Kumarirat, 10 نوامبر۱۸۶۰ – ۳۱ مارس ۱۸۸۰) شاهزاده تایلندی و همسر اول چولالونگ کورن، پادشاه تایلند بود.
ملکه و دخترش در راه بانگ پا-این بودند که قایق سلطنتی واژگون شد. گرچه حاضران زیاد در محل بودند اما به خاطر اینکه لمس ملکه توسط افراد ممنوع بود کسی نتوانست برای نجات وی کاری انجام بدهد و او در حالیکه حامله بود در مقابل دیدگان همه افراد غرق شد.در قوانین تایلند لمس ملکه تحت هرشرایطی مجازات مرگ دارد.